# Pietro Caloi
Pietro Caloi (Monteforte d'Alpone, 22 febbraio 1907 – Roma, 13 febbraio 1978) è stato un sismologo italiano.

## Biografia
Si laureò nel 1929 in matematica presso l'università di Padova, nell'anno accademico 1929-1930. Si perfezionò in fisica e ottenne una borsa di studio per il perfezionamento in astronomia presso l'Osservatorio astronomico di Padova. Nel 1931 divenne assistente presso l'Istituto geofisico di Trieste, dove iniziò la sua attività di sismologo. Nel 1937 entrò nell'Istituto nazionale di geofisica come geofisico principale.
Nel 1935 conseguì la libera docenza in sismologia e nel 1937 iniziò l'attività didattica presso l'università di Roma. Dal 1951 fu direttore dell'osservatorio dell'Istituto nazionale di geofisica, vinse nel 1956 il premio Feltrinelli dell'Accademia dei Lincei per la geodesia e la geofisica. Fu consulente geosismico per la diga del Mis e per molte altre dighe della SADE, tra le quali la diga del Vajont.
La SADE gli affidò, nel dicembre 1959, l'analisi geofisica del versante nord del monte Toc, dopo che i geologi Edoardo Semenza e Franco Giudici, sotto il coordinamento dell'ingegnere geomeccanico austriaco Leopold Müller, avevano ipotizzato la presenza di un'enorme frana preistorica proprio sul versante settentrionale della montagna che si affacciava sul serbatoio idroelettrico del Vajont. Contrariamente alle ipotesi dei geologi Semenza e Giudici, sostenne che il versante nord del monte Toc era costituito da un potente supporto roccioso autoctono.
La SADE si servì inizialmente del suo tranquillizzante rapporto, nonostante, dopo i successivi rilievi geosismici del 1960 e del 1961, lo stesso Caloi, con la sua assistente Maria Cecilia Spadea, descrissero un drammatico, e per i più improbabile, decadimento delle proprietà elastiche della roccia. Partecipò quindi in veste di consulente tecnico della SADE al processo del Vajont, che si tenne a L'Aquila.
È stato probabilmente il maggior sismologo italiano del XX secolo, anche se il suo carattere un po' schivo e la sua abitudine a pubblicare prevalentemente sugli annali di geofisica in italiano non hanno contribuito molto a far conoscere e apprezzare completamente il suo contributo alla sismologia. Fu fra i promotori della nascita della Commissione sismologica europea nel 1952, di cui fu segretario e presidente. Fu vice-presidente della IASPEI dal 1951 al 1954, e venne insignito di numerosi riconoscimenti nazionali e internazionali. A lui si deve la scoperta della canalizzazione delle onde sismiche, che chiamò "onde guidate".